# Вилбранд фон Олденбург
Вилбранд фон Олденбург (на немски: Wilbrand von Oldenburg; на латински: Wilbernus, Wilbrandus Oldenburgensis; * пр. 1180; † 26 юли 1233, Зволе, Нидерландия) е епископ на Падерборн (1211 – 1233) и Утрехт (1227 – 1233).

## Биография
Той е вторият син на граф Хайнрих II фон Олденбург-Вилдесхаузен († 1199) и съпругата му Беатрикс фон Халермунд († сл. 1194), дъщеря на граф Вилбранд I фон Локум-Халермунд. Племенник е на Герхард I († 1219), епископ на Оснабрюк (1192 – 1216) и архиепископ на Бремен (1216 – 1219), и на Ото I фон Олденбург († 1218), епископ на Мюнстер. Роднина е по майчина линия на архиепископите на Магдебург Албрехт I фон Кефернбург († 1232) и на Вилбранд фон Кефернбург († 1253).
От 1211 до 1212 г. Вилбранд фон Олденбург като домхер на Хилдесхайм по нареждане на император Ото IV пътува в Светите земи (особено в Киликия), за да прави проучвания за Петия кръстоносен поход. Той разказва това подробно в своето Itinerarium sancte terre. Придружаван е от майстора на Йоанитския орден и през 1210 г. избрания хохмайстер на Немския орден, Херман фон Залца.
През 1225 г. Вилбранд е избран за епископ на Падерборн. През 1227 г. папа Хонорий III му нарежда да се бори против всички противници на императора в епископството му. Той побеждава графа на Шваленберг (Фолквин IV фон Шваленберг). Заради военните му способности през 1227 г. става също епископ на Утрехт, където има боеве с въстаналите селяни.
Вилбранд фон Олденбург подарява ценен бронзов съд за кръщения на катедралата на Хилдесхайм. Той е погребан в манастир Св. Серватиус в Утрехт.